# Martin Stegner
Martin Stegner (* 29. November 1967 in Nürnberg) ist ein deutscher Bratschist der klassischen Musik und des Jazz.

## Leben und Wirken
Martin Stegner begann mit 8 Jahren Violine zu lernen, zunächst bei seinem Vater, der Bratschist der Nürnberger Philharmoniker war. Es folgte weiter Unterricht bei Lehrern in Nürnberg und München. In dieser Zeit begann er sich intensiv mit Kammermusik zu beschäftigen.
1989 begann Stegner das Violinstudium an der Musikhochschule Mannheim bei Roman Nodel. Später entschloss er sich zur Bratsche zu wechseln und bekam ein Stipendium der Herbert von Karajan Akademie von den Berliner Philharmonikern. Nach drei Jahren als Solobratschist des Deutschen Symphonie-Orchester wechselte er zu den Berliner Philharmonikern. Er konzertiert als Solist und Kammermusiker in Europa und Japan und unterrichtete für das Gustav Mahler Jugendorchester und das Orquesta Juvenil Centroamericana und gab Kurse an der Yale University und der Hochschule für Musik Hanns Eisler. Seit 1996 musiziert er mit der Pianistin Tomoko Takahashi und setzt sich für die Erweiterung der Violaliteratur ein.
Dass Martin Stegner eher zu den ungewöhnlichen klassischen Musikern gehört, zeigt sich für sein Interesse an Jazz. Er tourte mit deutschen Zigeunermusikern durch Europa, spielte auf Jazzfestivals, nahm mehrere Jazz-CDs auf und spielte mit Herbie Mann und Dianne Reeves. Er hob 1999 die Berlin Philharmonic Jazz Group aus der Taufe und gründete 2008 das Ensemble Bolero Berlin, wo er mit Solisten der Berliner Philharmoniker sich der südamerikanischen Musik widmet. In der Konzertreihe Jazz at Berlin Philharmonic arbeitete er mehrmals mit Nils Landgren zusammen.
2010 begann er mit der deutsch-iranischen Sängerin Cymin Samawatie zusammenzuarbeiten.

## Auswahldiskographie

### Jazz
- „Happy Birthday Stephane“ (Joe Bawelino Quartett) Edition Collage (1993)
- „Lange Nacht des Jazz“ (The Berlin Philharmonic Jazz Group) – IPPNW-Concerts (2001)
- „The Berlin Philharmonic Jazz Group“ (The Berlin Philharmonic Jazz Group) (2002)
- „Jazzkonzert in der Philharmonie Berlin“ (The Berlin Philharmonic Jazz Group & Thomas Quasthoff) – IPPNW-Concerts (2002)
- „Bolero Berlin“ (Bolero, Tango und Jazz Mitglieder der Berliner Philharmoniker) – Bobtale Records (2009)
- „Bolero Berlin LIVE“ (Bolero, Tango und Jazz Mitglieder der Berliner Philharmoniker) – Bobtale Records (2010)
- „Bolero Berlin NOCTURNA“ (Bolero, Tango und Jazz Mitglieder der Berliner Philharmoniker) – JAWO Records (2012)

### Klassische Alben
- „Der Philharmonische Salon“ (Mitglieder der Berliner Philharmoniker) – IPPNW-Concerts (2005)
- „Robert Schumann. Lieder ohne Worte“ (2009) Martin Stegner Viola, Tomoko Takahashi Klavier. EAN: 4250317416025 Label: Phil.Harmonie
- „Robert Schumann. Myrtenlieder“ (2012) Martin Stegner Viola, Tomoko Takahashi Klavier. Label: Phil.Harmonie
- „Bach Suites For Viola Solo“ BWV 1007- 1009  (2018) EAN:	4050215522671